# Wœlfling-lès-Sarreguemines
Pour l’article ayant un titre homophone, voir Vœlfling-lès-Bouzonville.
Pour les articles homonymes, voir Welfling.
Wœlfling-lès-Sarreguemines [vœlflɛ̃ lɛ saʁɡəmin] est une commune française située dans le département de la Moselle en région Grand Est.

## Géographie
La commune est peu boisée mais assez vallonnée. Le centre du village de Wœlfling se situe à 1,5 km de l'ex-RN 62 (RD 662 depuis 2006). Comme la commune voisine de Wiesviller, Wœlfling est traversée par la Schwartzbach, petit ruisseau affluent de la Sarre.
Deux étangs dans lesquels baignent deux îlots de végétation sont situés sur le ban de Wœlfling avec à proximité un lieu d'habitation abandonné.
Wœlfling-lès-Sarreguemines est située à 10 km de Rohrbach-lès-Bitche et de Sarreguemines et à 23 km de Bitche.

### Accès
Wœlfling-lès-Sarreguemines est desservie par la gare de Wœlfling-lès-Sarreguemines située dans le bois de Bliesbruck (ligne de Bitche à Béning et à Metz-Ville). À l'opposé de cette gare, dans la vallée de la Sarre, la gare de Wittring, située à 6 km du bourg, permet de rejoindre Sarrebourg par des autocars TER Lorraine.
Le village est situé à 20 km de l'échangeur no 42 de l'A4 qui permet de rejoindre Metz ou Strasbourg.

### Communes limitrophes
|            | Bliesbruck                 |                 |
| Wiesviller | Wœlfling-lès-Sarreguemines | Gros-Réderching |
|            | Achen                      |                 |

### Hydrographie
La commune est située dans le bassin versant du Rhin au sein du bassin Rhin-Meuse. Elle est drainée par le ruisseau le Schwarzbach, le ruisseau le Lach et le ruisseau Sattelbach.

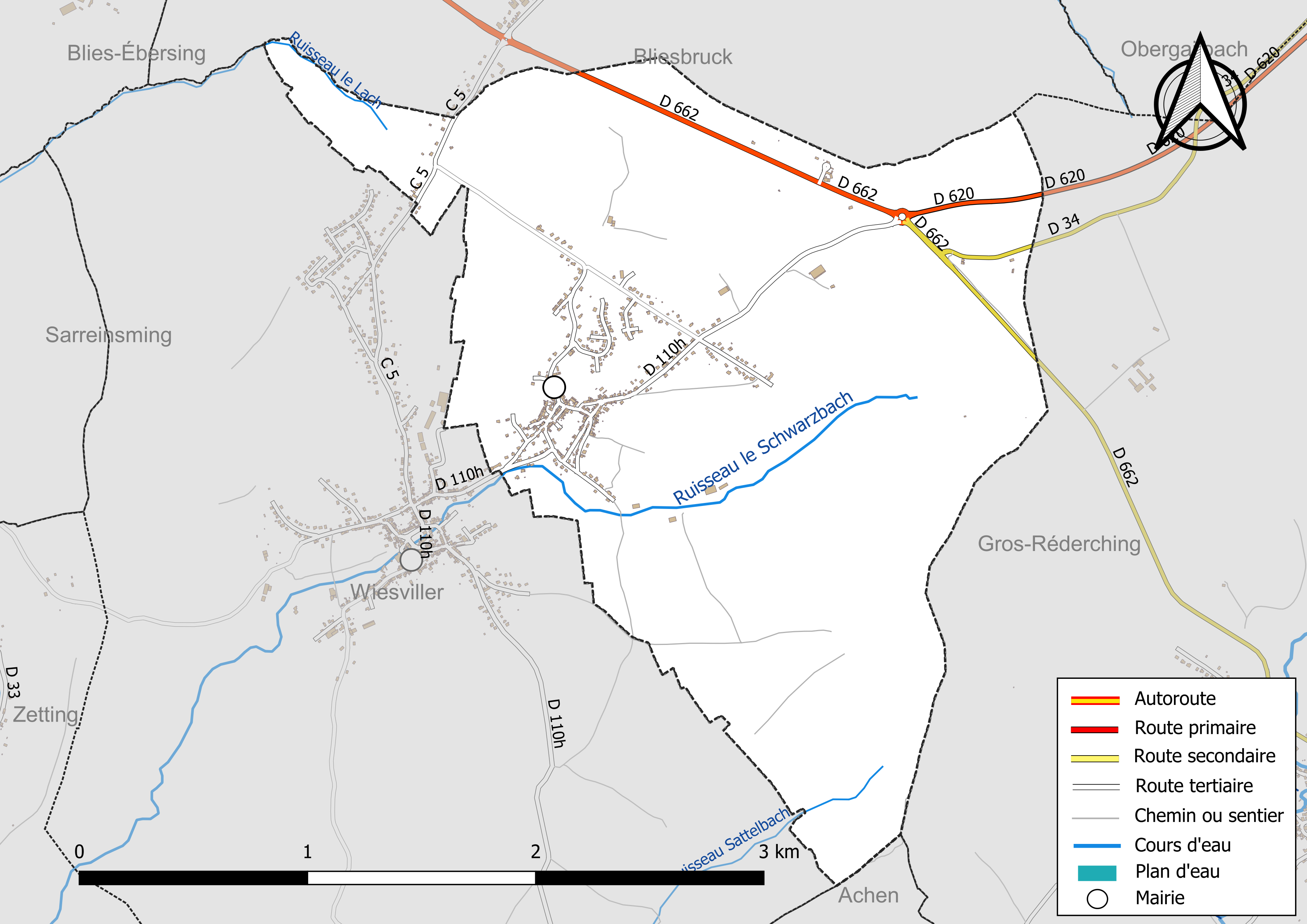
Réseaux hydrographique et routier de Woelfling-lès-Sarreguemines.

### Climat
Pour des articles plus généraux, voir Climat du Grand Est et Climat de la Moselle.
En 2010, le climat de la commune est de type climat des marges montargnardes, selon une étude du Centre national de la recherche scientifique s'appuyant sur une série de données couvrant la période 1971-2000. En 2020, Météo-France publie une typologie des climats de la France métropolitaine dans laquelle la commune est exposée à un climat semi-continental et est dans la région climatique  Vosges, caractérisée par une pluviométrie très élevée (1 500 à 2 000 mm/an) en toutes saisons et un hiver rude (moins de 1 °C). 
Pour la période 1971-2000, la température annuelle moyenne est de 9,6 °C, avec une amplitude thermique annuelle de 17,1 °C. Le cumul annuel moyen de précipitations est de 922 mm, avec 11,9 jours de précipitations en janvier et 9,9 jours en juillet. Pour la période 1991-2020, la température moyenne annuelle observée sur la station météorologique de Météo-France la plus proche, « Volmunster », sur la commune de Volmunster à 14 km à vol d'oiseau, est de 10,2 °C et le cumul annuel moyen de précipitations est de 760,1 mm. 
La température maximale relevée sur cette station est de 37,6 °C, atteinte le 25 juillet 2019 ; la température minimale est de −18,6 °C, atteinte le 24 décembre 2001,,. 
Les paramètres climatiques de la commune ont été estimés pour le milieu du siècle (2041-2070) selon différents scénarios d'émission de gaz à effet de serre à partir des nouvelles projections climatiques de référence DRIAS-2020. Ils sont consultables sur un site dédié publié par Météo-France en novembre 2022.

## Urbanisme

### Typologie
Au 1er janvier 2024, Wœlfling-lès-Sarreguemines est catégorisée commune rurale à habitat dispersé, selon la nouvelle grille communale de densité à sept niveaux définie par l'Insee en 2022.
Elle est située hors unité urbaine. Par ailleurs la commune fait partie de l'aire d'attraction de Sarreguemines (partie française), dont elle est une commune de la couronne,. Cette aire, qui regroupe 48 communes, est catégorisée dans les aires de 50 000 à moins de 200 000 habitants,.

### Occupation des sols

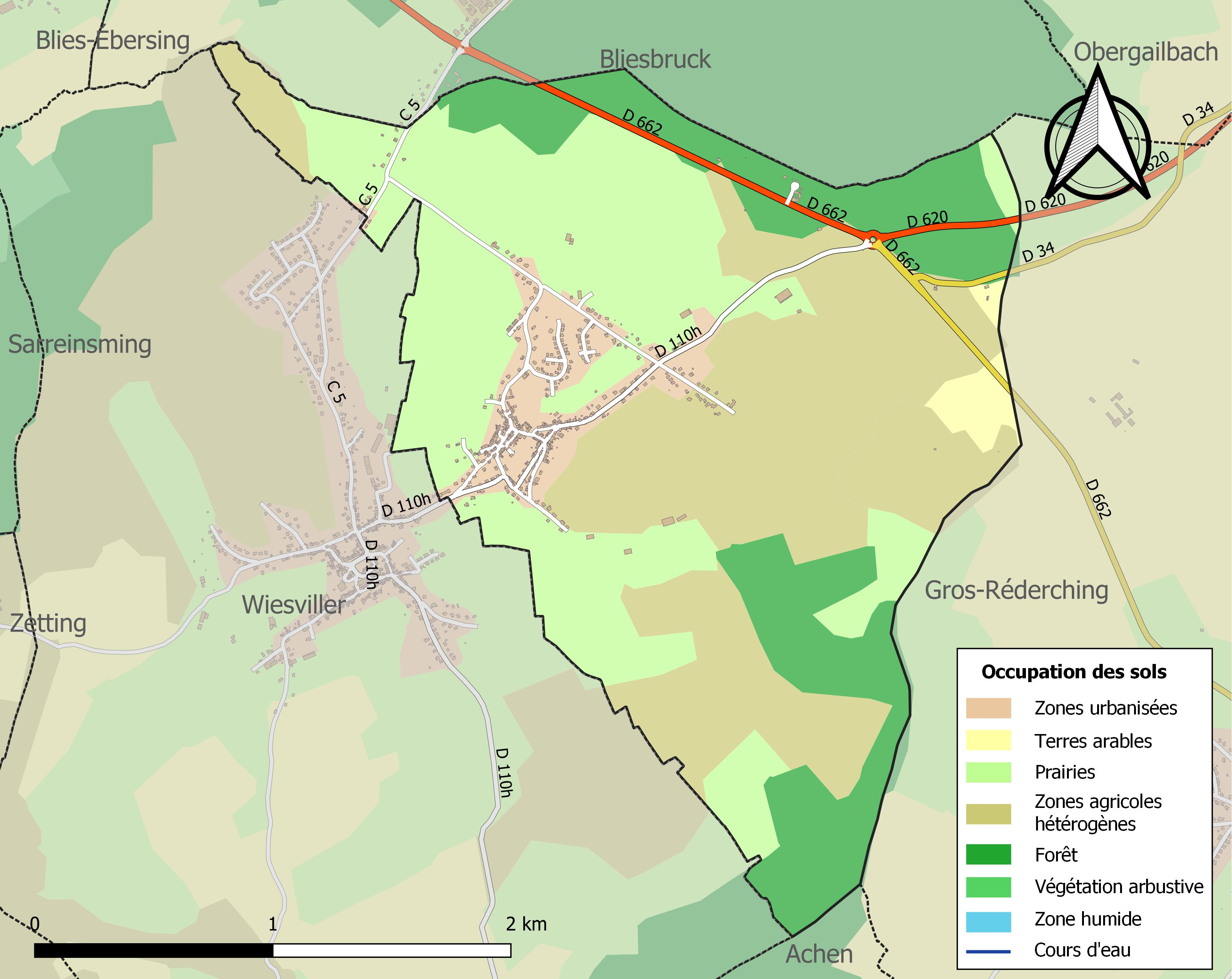
Carte des infrastructures et de l'occupation des sols de la commune en 2018 (CLC).

L'occupation des sols de la commune, telle qu'elle ressort de la base de données européenne d’occupation biophysique des sols Corine Land Cover (CLC), est marquée par l'importance des territoires agricoles (73,3 % en 2018), en diminution par rapport à 1990 (74,8 %). La répartition détaillée en 2018 est la suivante : 
zones agricoles hétérogènes (37 %), prairies (34,6 %), forêts (19,8 %), zones urbanisées (6,9 %), terres arables (1,7 %).
L'IGN met par ailleurs à disposition un outil en ligne permettant de comparer l’évolution dans le temps de l’occupation des sols de la commune (ou de territoires à des échelles différentes). Plusieurs époques sont accessibles sous forme de cartes ou photos aériennes : la carte de Cassini (XVIIIe siècle), la carte d'état-major (1820-1866) et la période actuelle (1950 à aujourd'hui).

## Toponymie
- D'un nom de personne germanique Wolfila + -ingen[14].
- Wulbelingen/Wülbelingen (1143), Wielfing (1143), Wolvelingen (1178), Walvelingen (1179), Wluelingen (1196), Wulbelingen (1295), Wolffelingen (1445), Wubelingen (1449), Wellingen et Wolfflingen (1594), Wölflingen (1681), Woilflingen (1756), Wolffling (1779), Wölflingen (carte Cassini), Welfling (1793), Walfling (1801), Wölflingen bei Bliesbrücken (1871-1918), Wœlfling-lès-Sarreguemines (1929), Wölflingen bei Bliesbrück (1940-1944).
- Welflinge en francique lorrain[15].
- Sobriquet des habitants : Welflinger Murwelf (les taupes de Wœlfling)[16].

## Histoire
Les premiers écrits où est cité Wœlfling datent du XIIe siècle (Wülvelingen à l’époque) mais le site a été un lieu de passage dès l'Antiquité (présence d'une voie romaine).
Après de nombreux échanges et gages sur les villages de Wœlfling et Wiesviller entre seigneurs locaux, ceux-ci revinrent au XVIe siècle à la famille de Nassau-Sarrebruck qui y introduisit le luthéranisme. En 1621, Wœlfling et Wiesviller redevinrent catholique par leur rattachement définitif à la Lorraine lors d’un échange entre le comte Louis de Nassau-Sarrebruck et le duc Henri II de Lorraine.
La guerre de Trente Ans détruisit totalement les deux villages. Les villages se repeuplèrent peu à peu. Wœlfling fut réunie par décret à Wiesviller en 1811, mais redevint indépendante par ordonnance royale en 1837.
En 1793, le nom du village était orthographié Welfling tandis qu'en 1801, les orthographes Walfling et Woelfling étaient conjointement employées. Wœlfling a pris son nom actuel en 1929. Le village avait été entretemps renommé Wölflingen bei Bliesbrück de 1871 à 1919 et le sera de nouveau de 1940 à 1944.

## Démographie
L'évolution du nombre d'habitants est connue à travers les recensements de la population effectués dans la commune depuis 1793. Pour les communes de moins de 10 000 habitants, une enquête de recensement portant sur toute la population est réalisée tous les cinq ans, les populations de référence des années intermédiaires étant quant à elles estimées par interpolation ou extrapolation. Pour la commune, le premier recensement exhaustif entrant dans le cadre du nouveau dispositif a été réalisé en 2004.

En 2022, la commune comptait 697 habitants, en évolution de −7,07 % par rapport à 2016 (Moselle : +0,52 %, France hors Mayotte : +2,11 %).
| 1793 | 1800 | 1806 | 1841 | 1861 | 1866 | 1871 | 1875 | 1880 |
| ---- | ---- | ---- | ---- | ---- | ---- | ---- | ---- | ---- |
| 280  | 374  | 436  | 614  | 595  | 612  | 608  | 590  | 550  |

| 1885 | 1890 | 1895 | 1900 | 1905 | 1910 | 1921 | 1926 | 1931 |
| ---- | ---- | ---- | ---- | ---- | ---- | ---- | ---- | ---- |
| 511  | 520  | 511  | 497  | 499  | 514  | 469  | 482  | 489  |

| 1936 | 1946 | 1954 | 1962 | 1968 | 1975 | 1982 | 1990 | 1999 |
| ---- | ---- | ---- | ---- | ---- | ---- | ---- | ---- | ---- |
| 468  | 415  | 436  | 463  | 488  | 511  | 557  | 597  | 577  |

| 2004 | 2006 | 2009 | 2014 | 2019 | 2022 | - | - | - |
| ---- | ---- | ---- | ---- | ---- | ---- | - | - | - |
| 630  | 625  | 681  | 738  | 718  | 697  | - | - | - |

## Culture locale et patrimoine

### Lieux et monuments
- La grande statue érigée en 1950 (Le Sacré-Cœur), située près de la limite avec Wiesviller.
- Le monument aux morts (statue Saint-Michel), près de la mairie, qui a été rénové en janvier 2008.
- Le cimetière ménonnite situé impasse des Vergers.
- De nombreux calvaires.
- Commune sans église.

### Personnalités liées à la commune
- Jean Martersteck, sculpteur du XVIIIe siècle[21].

### Manifestations
- La fête de la pomme de terre (Grumberefescht en platt), depuis 2001 (en septembre).
- La fête de la route romaine (fin juin, début juillet).

### Héraldique
| Blason de Wœlfling-lès-Sarreguemines | Blason  | De gueules à deux loups d'argent passant l'un au-dessus de l'autre, à la bordure d'or. |
| Blason de Wœlfling-lès-Sarreguemines | Détails | Le statut officiel du blason reste à déterminer.                                       |